# Paradies in Flammen
Paradies in Flammen (Originaltitel: Heaven’s Burning) ist ein australischer Thriller aus dem Jahr 1997. Regie führte Craig Lahiff, das Drehbuch schrieb Louis Nowra.

## Handlung
Die Japanerin Midori heiratet unter Zwang ihrer Verwandten Yukio, mit dem sie nach Australien reist. Dort flieht sie vor ihrem Ehemann und täuscht vor, man hätte sie entführt. Auf der Flucht gerät sie in einen Bankraub und wird zur Geisel. Die Räuber wollen sie töten, worauf der für die Banditen als Fahrer arbeitende Colin die Frau rettet. Er und Midori fliehen gemeinsam vor Colins früheren Komplizen.

## Hintergrund
Der Film wurde in Adelaide und in verschiedenen anderen Orten der Provinz South Australia gedreht. Seine Weltpremiere fand am 6. September 1997 auf dem Toronto International Film Festival statt. Im Oktober 1997 wurde er auf dem Sitges Festival Internacional de Cinema de Catalunya gezeigt. Am 6. November 1997 kam er in ausgewählte australische Kinos, in denen er ca. 49.000 Australische Dollar einspielte.
Der Regisseur Craig Lahiff beschrieb seinen Film als eine „moderne, temporeiche Tristan-und-Isolde-Variante“.

## Kritiken
Christopher Null schrieb auf filmcritic.com, der zum Teil blutige, zum Teil die Elemente einer Liebesgeschichte beinhaltende Film könne nur die Fans von Russell Crowe befriedigen. Die anderen Zuschauer mache er „perplex“.
Das Lexikon des internationalen Films schrieb, der Film biete eine „krude Mischung aus Actionelementen, Romantik und Klamauk, angereichert mit skurrilen Typen“. Er beinhalte einige „zum Teil sehr drastische Gewaltszenen“, denen „die nachvollziehbare Einbindung in ein filmästhetisches Konzept“ fehle. Auf diese Weise bleibe „der Eindruck eines wenig talentierten Tarantino-Plagiats“.